# Archaïque maritime

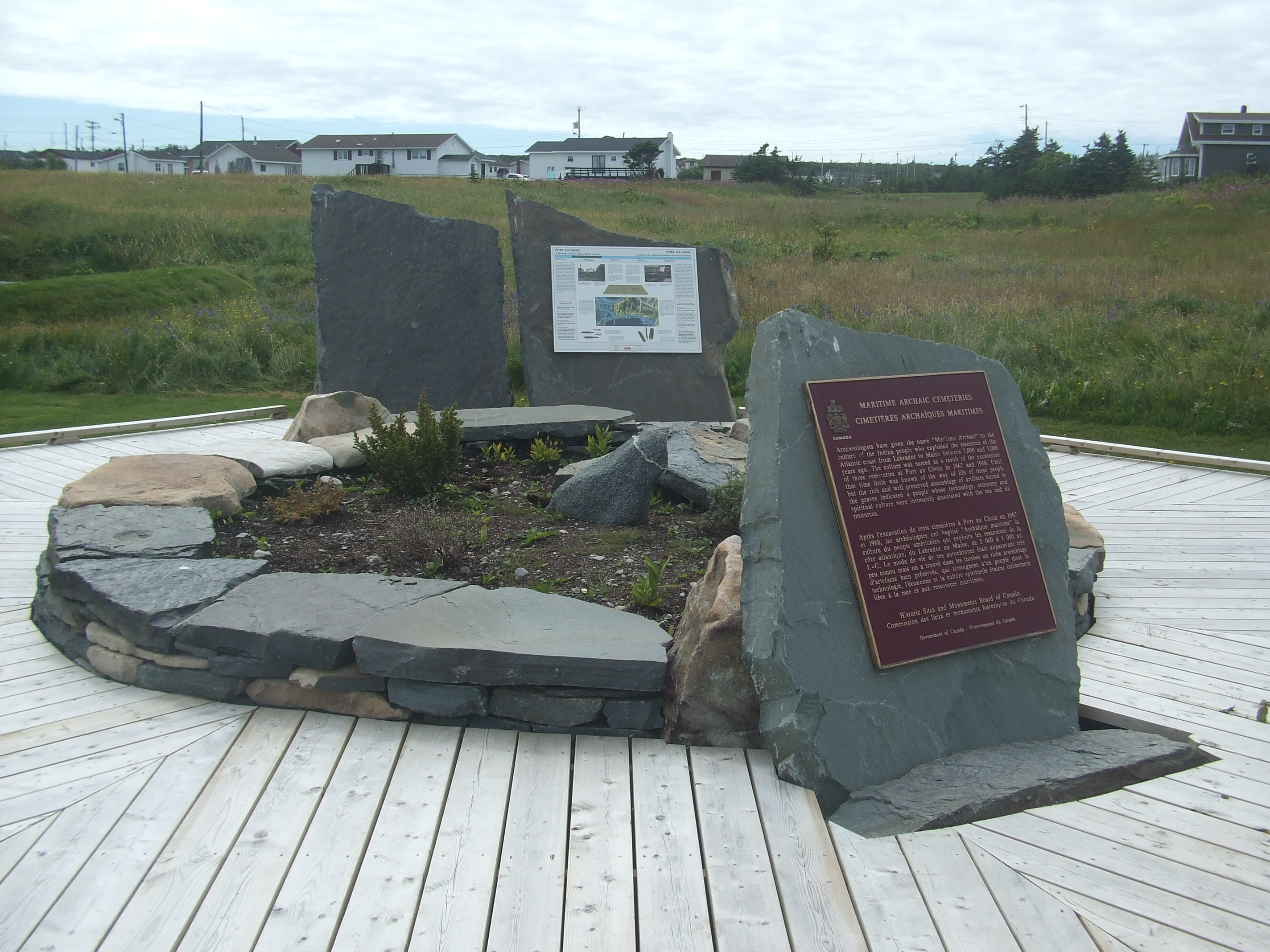
Cimetière archaïque maritime de Port au Choix

L'archaïque maritime est une culture amérindienne de la période archaïque qui était présente dans le golfe du Saint-Laurent il y a environ 8000 ans. Les peuplades de l'époque parcouraient de grandes distances et chassaient mammifères marins et terrestres. Ils disposaient pour cela de harpons et de couteaux.